# Ralph Lysell
Ralph Lysell, ursprungligen Rolf Åke Nystedt, född 1907, död 1987, var en svensk formgivare och produktdesigner. Han medverkade bland annat i framtagandet av L M Ericssons Ericofon, även kallad kobratelefonen.

## Tiden i USA

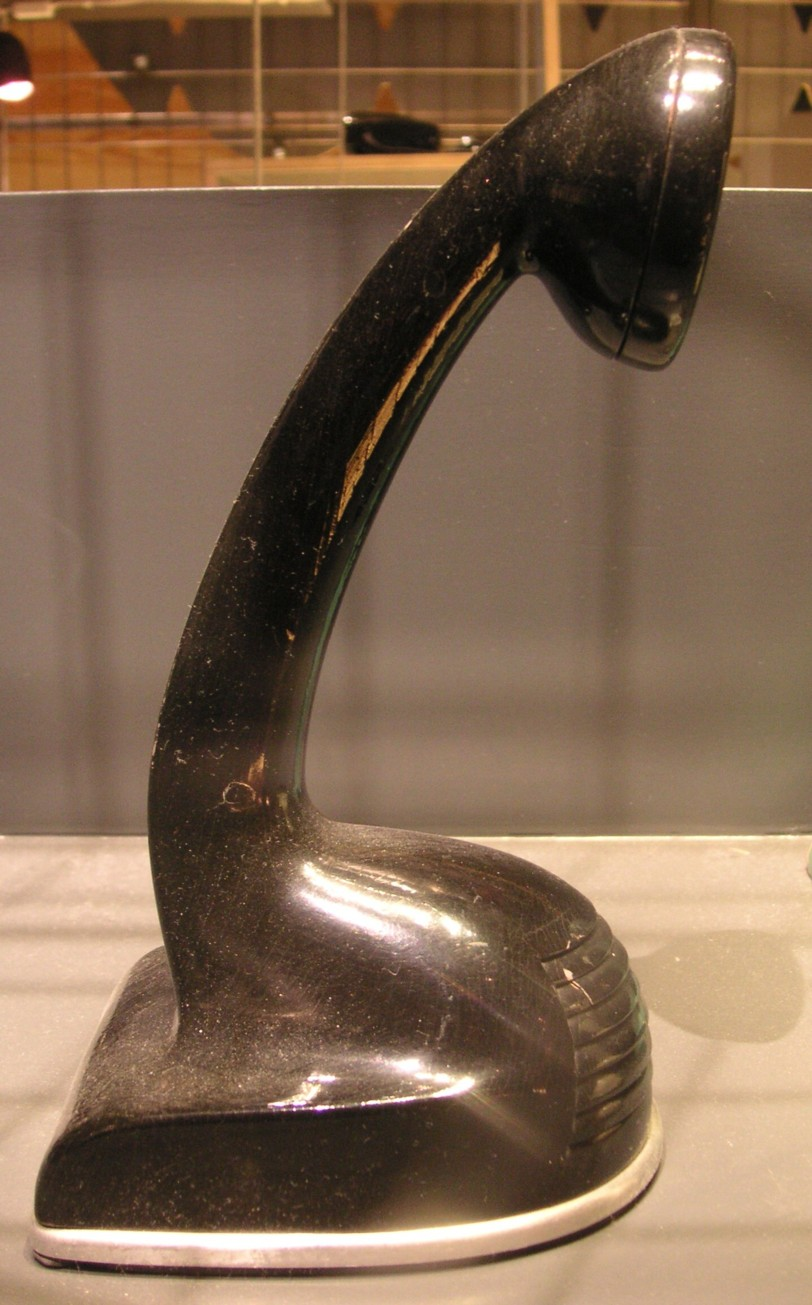
Ralph Lysells trämodell, 1941

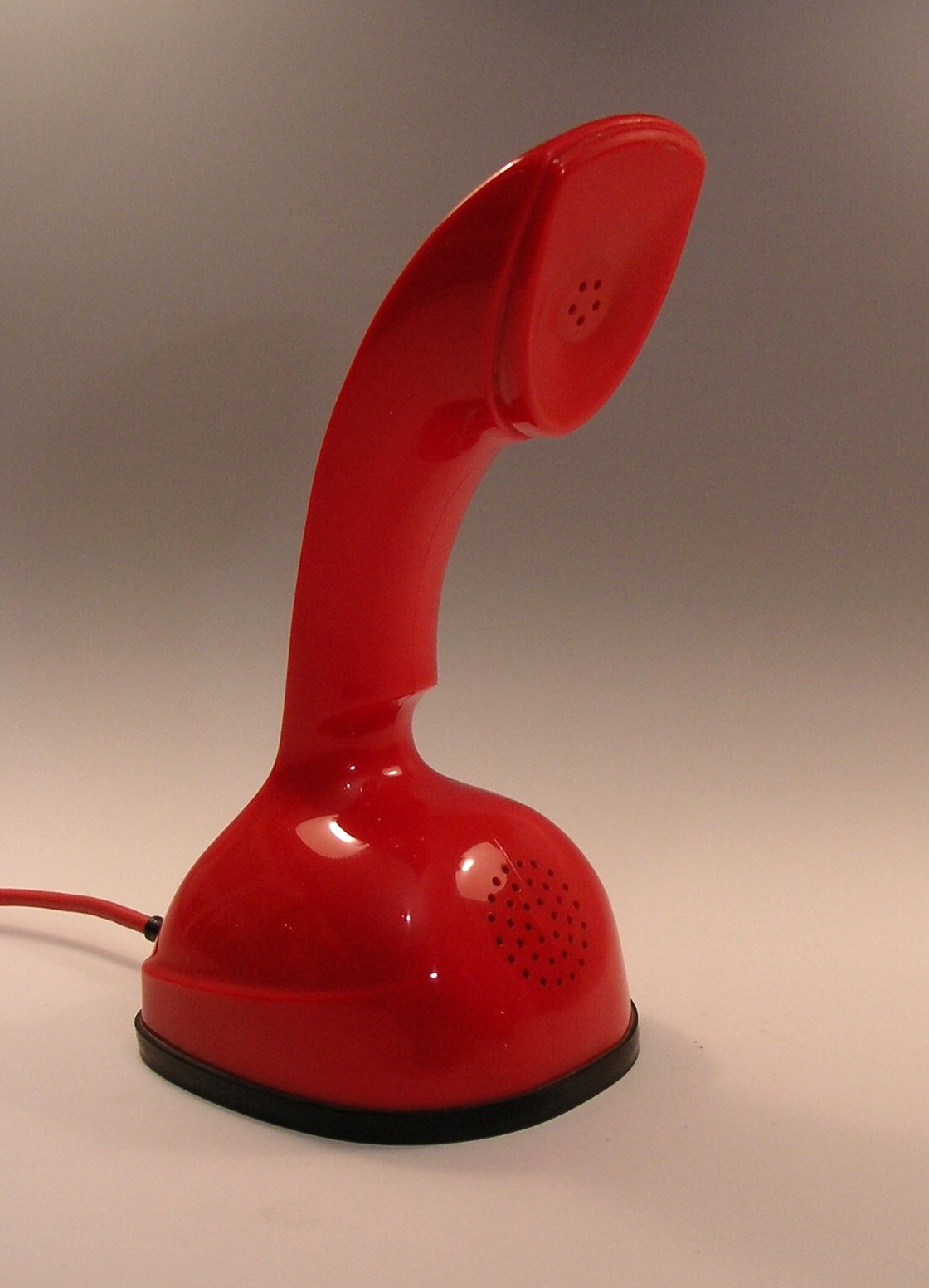
Ericofonen i sin slutgiltiga form av Gösta Thames, 1956

Nystedts mor flyttade till USA när han var i sjuårsåldern. Vid sexton års ålder flyttade han efter men var inte välkommen hos sin styvfar. Rolf Nystedt ändrade förnamnet till engelskklingande "Ralph" och tog moderns flicknamn som efternamn. Vid sjutton års ålder gifte han sig för första gången och det skulle bli totalt sju äktenskap. Sin tekniska bakgrund fick han på Columbia University, i New York, där han gick på aftonkurser, samtidigt som han tränade boxning för att bli proffsboxare. Han konstruerade och byggde några extremt strömlinjeformade bilar, som låg långt före sin tid. Bilarna hade en torpedliknande form, var försedda med svansmotor och med dörrar som sköts längs efter karossen. Han själv påstod att den amerikanska bilindustrin blev rädd och köpte ut honom ur Amerika, och de lät honom inte komma tillbaka inom den verksamheten igen.

## Lysell som anställd designer
Lysell återvände till Europa och slog sig ner i Tyskland där han arbetade som testförare hos Mercedes-Benz. Via Mercedes fick han kontakt igen med Sverige. År 1939 anställdes han tillsammans med andra industridesigners av LM Ericsson. Samma år bröt andra världskriget ut och Lysell stannade kvar i Sverige. Hos Ericsson fick han i uppdrag att formge bland annat ett headset och några radioapparater till Ericssons dotterbolag Svenska Radio AB (SRA). 1941 tog han fram de första trämodellerna till den telefon som skulle bli en av företagets största säljframgångar, enstyckstelefonen Ericofon DBJ 500.

## Lysells eget företag
Lysell kände sig dock instängd hos Ericsson och startade på våren 1945 ett eget företag, AB Industriell Formgivning. Företaget hade ett fåtal anställda men erhöll flera uppdrag, mycket beroende på Lysells skickligt gjorda presentationsskisser i airbrushteknik (sprutpenna) på svart kartong och att han var en utåtriktad person med känsla för försäljning och PR.
Uppdragen var högst varierande och stannade ofta kvar på skisstadiet. Bland uppdragen märks bland annat körriktningsvisaren "takgöken" till Volvo PV 444, kylskåp för Elektrolux, olika produkter för LM Ericsson, diverse elektriska handverktyg och många fantasifulla förslag, som exempelvis en buss med förarplatsen i takhöjd för att ge passagerarna fri sikt framåt. Lysell var dock mer av visionär än företagare och 1947 gick företaget, till följd av misskötsel, i konkurs.
Efter några år i Paris kom Lysell till Norge där han byggde "den første norskproduserte sportsbilen", "en stor toseter med langt panser og en usedvanlig kupeløsning i plast" och en räddningsbåt i aluminium, men återigen utan ekonomisk framgång. På 1960-talet sökte Lysell arbete vid Elektrolux storkökstillverkning i Alingsås. Han, en genial ingenjör och designer, ville bara ha ett jobb som ritare, inte som ingenjör. Ralph Lysell var en mångfasetterad personlighet och en kontrasternas man. Lysell är representerad vid bland annat Nationalmuseum.